# Matana Roberts
Matana Roberts (Chicago, ...) è una sassofonista, compositrice e jazzista statunitense.
È la creatrice del progetto Coin Coin, che, attraverso più album, ha come obiettivo l'esplorazione della storia della creatività culturale degli africani in America, insieme alle sue radici ancestrali e magiche, ed è stato definito uno "stupefacente collage che, lungo il percorso, include jazz, folk e blues".

## Carriera musicale
Dopo aver fatto parte della Association for the Advancement of Creative Musicians, ha inciso due album nel trio Sticks and Stones, col bassista Josh Abrams e col batterista Chad Taylor, iniziando successivamente la carriera solista.
Ha collaborato con molti altri artisti, fra cui Godspeed You! Black Emperor, Thee Silver Mt. Zion Memorial Orchestra e Tortoise.

## Discografia solista
- Lines for Lacy (2006, autoprodotto)
- The Calling (2007, Utech Records)
- The Chicago Project (2008, Central Control)
- Live in London (2011, Central Control)
- Coin Coin Chapter One: Gens de couleur libres (2011, Constellation Records)
- Coin Coin Chapter Two: Mississippi Moonchile (2013, Constellation Records)
- Coin Coin Chapter Three: River Run Thee (2015, Constellation Records)
- always. (2015, Relative Pitch Records)
- Coin Coin Chapter Four: Memphis (2019, Constellation Records)
- Coin Coin Chapter Five: In the Garden (2023)